# Didymodon brevicaulis
Didymodon brevicaulis là một loài rêu trong họ Pottiaceae. Loài này được Schultz mô tả khoa học đầu tiên năm 1828.
Danh pháp khoa học của loài này chưa được làm sáng tỏ. 